# Europese kampioenschappen openwaterzwemmen
De Europese kampioenschappen openwaterzwemmen is een zwemsportevenement georganiseerd door de Europese zwembond (LEN). In de meeste jaren zijn de Europese kampioenschappen openwaterzwemmen geïntegreerd in de Europese kampioenschappen zwemmen, in 1989, 1991, 1993, 2008, 2011, 2012 en 2016 werd er een apart toernooi voor het openwaterzwemmen georganiseerd. Op het programma staan voor zowel mannen als vrouwen de vijf kilometer, tien kilometer en de 25 kilometer. Daarnaast wordt een gemengde landenwedstrijd over vijf kilometer georganiseerd.

## Mannen

### 5 km
| Jaar | Plaats    | Goud                 | Zilver               | Brons                |
| 1989 | Starigrad | Igor Majcen          | Jaromír Henyš        | Arthur de Rouw       |
| 1991 | Terracina | Stefano Rubaudo      | Davide Giacchino     | Hans van Goor        |
| 1993 | Slapy Dam | Marco Formentini     | Claudio Cargaro      | Alex Havranek        |
| 1995 | Wenen     | Aleksey Akatyev      | Christof Wandratsch  | Samuele Pampana      |
| 1997 | Sevilla   | Aleksey Akatyev      | Yevgeny Bezruchenko  | Luca Baldini         |
| 1999 | Istanboel | Yevgeny Bezruchenko  | Aleksey Akatyev      | Samuele Pampana      |
| 2000 | Helsinki  | Luca Baldini         | Fabio Venturini      | David Meca           |
| 2002 | Berlijn   | Luca Baldini         | Thomas Lurz          | Stefano Rubaudo      |
| 2004 | Madrid    | Fabio Venturini      | Alan Bircher         | Stefano Rubaud       |
| 2006 | Boedapest | Thomas Lurz          | Christian Hein       | Simone Ercoli        |
| 2008 | Dubrovnik | Spyridon Gianniotis  | Jan Wolfgarten       | Thomas Lurz          |
| 2010 | Boedapest | Luca Ferretti        | Simone Ercoli        | Spyridon Giannotis   |
| 2011 | Eilat     | Simone Ercoli        | Jan Wolfgarten       | Michael Dmitriev     |
| 2012 | Piombino  | Kirill Abrosimov     | Andreas Waschburger  | Luca Ferretti        |
| 2014 | Berlijn   | Daniel Fogg          | Rob Muffels          | Thomas Lurz          |
| 2016 | Hoorn     | Kirill Abrosimov     | Federico Vanelli     | Caleb Hughes         |
| 2018 | Glasgow   | Kristóf Rasovszky    | Axel Reymond         | Logan Fontaine       |
| 2020 | Boedapest | Gregorio Paltrinieri | Marc-Antoine Olivier | Dario Verani         |
| 2022 | Rome      | Gregorio Paltrinieri | Domenico Acerenza    | Marc-Antoine Olivier |
| 2024 | Belgrado  | Dávid Betlehem       | Marc-Antoine Olivier | Marcello Guidi       |

| Medaillespiegel 5 km mannen | Medaillespiegel 5 km mannen | Medaillespiegel 5 km mannen | Medaillespiegel 5 km mannen | Medaillespiegel 5 km mannen | Medaillespiegel 5 km mannen |
| #                           | Land                        | Goud                        | Zilver                      | Brons                       | Totaal                      |
| --------------------------- | --------------------------- | --------------------------- | --------------------------- | --------------------------- | --------------------------- |
| 1                           | Italië                      | 8                           | 5                           | 8                           | 21                          |
| 2                           | Rusland                     | 5                           | 2                           | 0                           | 7                           |
| 3                           | Duitsland                   | 1                           | 7                           | 2                           | 10                          |
| 4                           | Verenigd Koninkrijk         | 1                           | 1                           | 1                           | 3                           |
| 5                           | Griekenland                 | 1                           | 0                           | 1                           | 2                           |
| 6                           | Hongarije                   | 1                           | 0                           | 0                           | 1                           |
| 6                           | Joegoslavië                 | 1                           | 0                           | 0                           | 1                           |
| 8                           | Frankrijk                   | 0                           | 2                           | 1                           | 3                           |
| 9                           | Tsjecho-Slowakije           | 0                           | 1                           | 0                           | 1                           |
| 10                          | Nederland                   | 0                           | 0                           | 2                           | 2                           |
| 11                          | Israël                      | 0                           | 0                           | 1                           | 1                           |
| 11                          | Tsjechië                    | 0                           | 0                           | 1                           | 1                           |
| 11                          | Spanje                      | 0                           | 0                           | 1                           | 1                           |
| Totaal                      | Totaal                      | 18                          | 18                          | 18                          | 54                          |

### 10 km
| Jaar | Plaats    | Goud                 | Zilver                  | Brons                |
| 2002 | Berlijn   | Vladimir Dyatchin    | Yevgeniy Kochkarov      | Luca Baldini         |
| 2004 | Madrid    | Jevgeni Kotsjkarov   | Massimiliano Parla      | Anton Sanatsjev      |
| 2006 | Boedapest | Thomas Lurz          | Maarten van der Weijden | Christian Hein       |
| 2008 | Dubrovnik | Thomas Lurz          | Evgeny Drattsev         | Toni Franz           |
| 2010 | Boedapest | Thomas Lurz          | Valerio Cleri           | Jevgeni Drattsev     |
| 2011 | Eilat     | Thomas Lurz          | Vladimir Dyatchin       | Ihor Snitko          |
| 2012 | Piombino  | Kyrill Abrosimov     | Andreas Waschburger     | Nicola Bolzonello    |
| 2014 | Berlijn   | Ferry Weertman       | Thomas Lurz             | Jevgeni Dratsjev     |
| 2016 | Hoorn     | Ferry Weertman       | Jack Burnell            | Marc-Antoine Olivier |
| 2018 | Glasgow   | Ferry Weertman       | Kristóf Rasovszky       | Rob Muffels          |
| 2020 | Boedapest | Gregorio Paltrinieri | Marc-Antoine Olivier    | Florian Wellbrock    |
| 2022 | Rome      | Domenico Acerenza    | Marc-Antoine Olivier    | Logan Fontaine       |
| 2024 | Belgrado  | Gregorio Paltrinieri | Marc-Antoine Olivier    | Dávid Betlehem       |

| Medaillespiegel 10 km mannen | Medaillespiegel 10 km mannen | Medaillespiegel 10 km mannen | Medaillespiegel 10 km mannen | Medaillespiegel 10 km mannen | Medaillespiegel 10 km mannen |
| #                            | Land                         | Goud                         | Zilver                       | Brons                        | Totaal                       |
| ---------------------------- | ---------------------------- | ---------------------------- | ---------------------------- | ---------------------------- | ---------------------------- |
| 1                            | Duitsland                    | 4                            | 2                            | 4                            | 10                           |
| 2                            | Rusland                      | 3                            | 3                            | 3                            | 9                            |
| 3                            | Nederland                    | 3                            | 1                            | 0                            | 4                            |
| 4                            | Italië                       | 1                            | 2                            | 2                            | 5                            |
| 5                            | Frankrijk                    | 0                            | 1                            | 1                            | 2                            |
| 6                            | Verenigd Koninkrijk          | 0                            | 1                            | 0                            | 1                            |
| 6                            | Hongarije                    | 0                            | 1                            | 0                            | 1                            |
| 8                            | Oekraïne                     | 0                            | 0                            | 1                            | 1                            |
| Totaal                       | Totaal                       | 11                           | 11                           | 11                           | 33                           |

### 25 km
| Jaar      | Plaats    | Goud                | Zilver                             | Brons            |
| ↓ 21 km ↓ |           |                     |                                    |                  |
| 1989      | Starigrad | Nace Majcen         | Michal Špaček                      | Dragan Kvrgić    |
| ↓ 25 km ↓ |           |                     |                                    |                  |
| 1991      | Terracina | Christof Wandratsch | Sergio Chiarandini                 | Urs Kohlhaas     |
| 1993      | Slapy Dam | Dario Taraboi       | Hans van Goor                      | Attila Molnar    |
| 1995      | Wenen     | Christof Wandratsch | Aleksey Akatyev                    | Stéphane Lecat   |
| 1997      | Sevilla   | Aleksey Akatyev     | Christof Wandratsch Stéphane Lecat | Niet uitgereikt  |
| 1999      | Istanboel | Aleksey Akatyev     | Anton Sanachev                     | André Wilde      |
| 2000      | Helsinki  | Stéphane Lecat      | David Meca                         | Fabio Fusi       |
| 2002      | Berlijn   | Yuri Kudinov        | Gilles Rondy                       | David Meca       |
| 2004      | Madrid    | Jevgeni Kotsjkarov  | David Meca                         | Petar Stoychev   |
| 2006      | Boedapest | Gilles Rondy        | Anton Sanatsjev                    | Stephane Gomez   |
| 2008      | Dubrovnik | Valerio Cleri       | Joanes Hedel                       | Dmitry Solovnev  |
| 2010      | Boedapest | Valerio Cleri       | Bertrand Venturi                   | Joanes Hedel     |
| 2011      | Eilat     | Brian Ryckeman      | Petar Stoychev                     | Joanes Hedel     |
| 2012      | Piombino  | Petar Stoychev      | Arseniy Lavrentyev                 | Axel Reymond     |
| 2014      | Berlijn   | Axel Reymond        | Jevgeni Dratsjev                   | Edoardo Stochino |
| 2016      | Hoorn     | Axel Reymond        | Matteo Furlan                      | Edoardo Stochino |
| 2018      | Glasgow   | Kristóf Rasovszky   | Kirill Belyaev                     | Matteo Furlan    |
| 2020      | Boedapest | Axel Reymond        | Matteo Furlan                      | Kirill Abrosimov |
| 2022      | Rome      | Mario Sanzullo      | Dario Verani                       | Matteo Furlan    |
| 2024      | Belgrado  | Dario Verani        | Matteo Furlan                      | Axel Reymond     |

| Medaillespiegel 25 km mannen | Medaillespiegel 25 km mannen | Medaillespiegel 25 km mannen | Medaillespiegel 25 km mannen | Medaillespiegel 25 km mannen | Medaillespiegel 25 km mannen |
| #                            | Land                         | Goud                         | Zilver                       | Brons                        | Totaal                       |
| ---------------------------- | ---------------------------- | ---------------------------- | ---------------------------- | ---------------------------- | ---------------------------- |
| 1                            | Frankrijk                    | 5                            | 4                            | 5                            | 14                           |
| 2                            | Rusland                      | 4                            | 5                            | 2                            | 11                           |
| 3                            | Italië                       | 3                            | 3                            | 4                            | 10                           |
| 4                            | Duitsland                    | 2                            | 1                            | 1                            | 4                            |
| 5                            | Bulgarije                    | 1                            | 1                            | 1                            | 3                            |
| 6                            | Joegoslavië                  | 1                            | 0                            | 1                            | 2                            |
| 6                            | Hongarije                    | 1                            | 0                            | 1                            | 1                            |
| 8                            | België                       | 1                            | 0                            | 0                            | 1                            |
| 9                            | Spanje                       | 0                            | 2                            | 1                            | 3                            |
| 10                           | Nederland                    | 0                            | 1                            | 0                            | 1                            |
| 10                           | Tsjecho-Slowakije            | 0                            | 1                            | 0                            | 1                            |
| 10                           | Portugal                     | 0                            | 1                            | 0                            | 1                            |
| 13                           | Zwitserland                  | 0                            | 0                            | 1                            | 1                            |
| Totaal                       | Totaal                       | 18                           | 19                           | 17                           | 54                           |

## Vrouwen

### 5 km
| Jaar | Plaats    | Goud                    | Zilver                | Brons                           |
| 1989 | Starigrad | Anamarija Petričević    | Wandy Kater           | Tanja Godina                    |
| 1991 | Terracina | Bea Berzlanovits        | Yvetta Hlaváčová      | Mara Data                       |
| 1993 | Slapy Dam | Olga Šplíchalová        | Carla Geurts          | Eva Novaková                    |
| 1995 | Wenen     | Rita Kovács             | Peggy Büchse          | Valeria Casprini                |
| 1997 | Sevilla   | Peggy Büchse            | Valeria Casprini      | Rita Kovács                     |
| 1999 | Istanboel | Peggy Büchse            | Viola Valli           | Britta Kamrau                   |
| 2000 | Helsinki  | Peggy Büchse            | Britta Kamrau         | Jana Pechanová                  |
| 2002 | Berlijn   | Viola Valli             | Hanna Miluska         | Nadine Pastor                   |
| 2004 | Madrid    | Britta Kamrau           | Stefanie Biller       | Xenia Lopez                     |
| 2006 | Boedapest | Jekatarina Seliverstova | Cathy Dietrich        | Larisa Iltsjenko Jana Pechanova |
| 2008 | Dubrovnik | Rachele Bruni           | Britta Kamrau         | Alice Franco                    |
| 2010 | Boedapest | Jekaterina Seliverstova | Kalliopi Araouzou     | Marianna Lymperta               |
| 2011 | Eilat     | Rachele Bruni           | Jana Pechanová        | Coralie Codevelle               |
| 2012 | Piombino  | Rachele Bruni           | Kalliopi Araouzou     | Jana Pechanová                  |
| 2014 | Berlijn   | Isabelle Härle          | Sharon van Rouwendaal | Mireia Belmonte                 |
| 2016 | Hoorn     | Danielle Huskisson      | Finnia Wunram         | Sharon van Rouwendaal           |
| 2018 | Glasgow   | Sharon van Rouwendaal   | Leonie Beck           | Rachele Bruni                   |
| 2020 | Boedapest | Sharon van Rouwendaal   | Giulia Gabbrielleschi | Océane Cassignol                |
| 2022 | Rome      | Sharon van Rouwendaal   | María de Valdés       | Giulia Gabbrielleschi           |
| 2024 | Belgrado  | Leonie Beck             | Ginevra Taddeucci     | Bettina Fábián                  |

| Medaillespiegel 5 km vrouwen | Medaillespiegel 5 km vrouwen | Medaillespiegel 5 km vrouwen | Medaillespiegel 5 km vrouwen | Medaillespiegel 5 km vrouwen | Medaillespiegel 5 km vrouwen |
| #                            | Land                         | Goud                         | Zilver                       | Brons                        | Totaal                       |
| ---------------------------- | ---------------------------- | ---------------------------- | ---------------------------- | ---------------------------- | ---------------------------- |
| 1                            | Duitsland                    | 5                            | 6                            | 2                            | 13                           |
| 2                            | Italië                       | 4                            | 3                            | 4                            | 11                           |
| 3                            | Nederland                    | 2                            | 3                            | 1                            | 6                            |
| 4                            | Rusland                      | 2                            | 0                            | 1                            | 3                            |
| 4                            | Hongarije                    | 2                            | 0                            | 1                            | 3                            |
| 6                            | Tsjechië                     | 1                            | 1                            | 4                            | 6                            |
| 7                            | Joegoslavië                  | 1                            | 0                            | 1                            | 2                            |
| 8                            | Verenigd Koninkrijk          | 1                            | 0                            | 0                            | 1                            |
| 9                            | Griekenland                  | 0                            | 2                            | 1                            | 3                            |
| 10                           | Frankrijk                    | 0                            | 1                            | 2                            | 3                            |
| 11                           | Tsjecho-Slowakije            | 0                            | 1                            | 0                            | 1                            |
| 11                           | Zwitserland                  | 0                            | 1                            | 0                            | 1                            |
| 12                           | Spanje                       | 0                            | 0                            | 2                            | 2                            |
| Totaal                       | Totaal                       | 18                           | 18                           | 19                           | 55                           |

### 10 km
| Jaar | Plaats    | Goud                         | Zilver               | Brons                 |
| 2002 | Berlijn   | Edith van Dijk               | Angela Maurer        | Britta Kamrau         |
| 2004 | Madrid    | Britta Kamrau                | Marta Nogues         | Angela Maurer         |
| 2006 | Boedapest | Angela Maurer                | Rita Kovacs          | Jana Pechanova        |
| 2008 | Dubrovnik | Larisa Ilchenko              | Martina Grimaldi     | Alice Franco          |
| 2010 | Boedapest | Linsy Heister                | Giorgia Consiglio    | Angela Maurer         |
| 2011 | Eilat     | Martina Grimaldi             | Rachele Bruni        | Nadine Reichert       |
| 2012 | Piombino  | Martina Grimaldi             | Angela Maurer        | Jana Pechanová        |
| 2014 | Berlijn   | Sharon van Rouwendaal        | Éva Risztov          | Aurora Ponselè        |
| 2016 | Hoorn     | Rachele Bruni Aurélie Muller | Niet uitgereikt      | Arianna Bridi         |
| 2018 | Glasgow   | Sharon van Rouwendaal        | Giulia Gabrielleschi | Esmee Vermeulen       |
| 2020 | Boedapest | Sharon van Rouwendaal        | Anna Olasz           | Rachele Bruni         |
| 2022 | Rome      | Leonie Beck                  | Ginevra Taddeucci    | Angélica André        |
| 2024 | Belgrado  | Leonie Beck                  | Barbara Pozzobon     | Giulia Gabbrielleschi |

| Medaillespiegel 10 km vrouwen | Medaillespiegel 10 km vrouwen | Medaillespiegel 10 km vrouwen | Medaillespiegel 10 km vrouwen | Medaillespiegel 10 km vrouwen | Medaillespiegel 10 km vrouwen |
| #                             | Land                          | Goud                          | Zilver                        | Brons                         | Totaal                        |
| ----------------------------- | ----------------------------- | ----------------------------- | ----------------------------- | ----------------------------- | ----------------------------- |
| 1                             | Nederland                     | 5                             | 0                             | 1                             | 6                             |
| 2                             | Italië                        | 3                             | 4                             | 4                             | 11                            |
| 3                             | Duitsland                     | 2                             | 2                             | 4                             | 8                             |
| 4                             | Frankrijk                     | 1                             | 0                             | 0                             | 1                             |
| 4                             | Rusland                       | 1                             | 0                             | 0                             | 1                             |
| 6                             | Hongarije                     | 0                             | 3                             | 0                             | 3                             |
| 7                             | Spanje                        | 0                             | 1                             | 0                             | 1                             |
| 8                             | Tsjechië                      | 0                             | 0                             | 2                             | 2                             |
| Totaal                        | Totaal                        | 12                            | 10                            | 11                            | 33                            |

### 25 km
| Jaar      | Plaats    | Goud                | Zilver                | Brons              |
| ↓ 21 km ↓ |           |                     |                       |                    |
| 1989      | Starigrad | Rita Lázár          | Diana Simonović       | Annemie Landmeters |
| ↓ 25 km ↓ |           |                     |                       |                    |
| 1991      | Terracina | Eliane Fieschi      | Samantha Cavadini     | Rita Kovács        |
| 1993      | Slapy Dam | Anne Chagnaud       | Gea Veldhuizen        | Wandy Kater        |
| 1995      | Wenen     | Peggy Büchse        | Edith van Dijk        | Yvetta Hlaváčová   |
| 1997      | Sevilla   | Rita Kovács         | Valeria Casprini      | Edith van Dijk     |
| 1999      | Istanboel | Olga Gusseva        | Angela Maurer         | Britta Kamrau      |
| 2000      | Helsinki  | Peggy Büchse        | Edith van Dijk        | Valeria Casprini   |
| 2002      | Berlijn   | Edith van Dijk      | Olesiya Shalygina     | Natalia Pankina    |
| 2004      | Madrid    | Britta Kamrau       | Natalja Pankina       | Ivanka Moralieva   |
| 2006      | Boedapest | Angela Maurer       | Natalja Pankina       | Stefanie Biller    |
| 2008      | Dubrovnik | Margarita Dominguez | Britta Kamrau         | Anna Uvarova       |
| 2010      | Boedapest | Olga Beresnjeva     | Angela Maurer         | Martina Grimaldi   |
| 2011      | Eilat     | Alice Franco        | Margarita Dominguez   | Jana Pechanová     |
| 2012      | Piombino  | Alice Franco        | Margarita Dominguez   | Martina Grimaldi   |
| 2014      | Berlijn   | Martina Grimaldi    | Anna Olasz            | Angela Maurer      |
| 2016      | Hoorn     | Martina Grimaldi    | Olga Kozydub          | Caroline Jouisse   |
| 2018      | Glasgow   | Arianna Bridi       | Sharon van Rouwendaal | Lara Grangeon      |
| 2020      | Boedapest | Lea Boy             | Lara Grangeon         | Barbara Pozzobon   |
| 2022      | Rome      | Caroline Jouisse    | Barbara Pozzobon      | Veronica Santoni   |
| 2024      | Belgrado  | Barbara Pozzobon    | Lea Boy               | Candela Sánchez    |

| Medaillespiegel 25 km vrouwen | Medaillespiegel 25 km vrouwen | Medaillespiegel 25 km vrouwen | Medaillespiegel 25 km vrouwen | Medaillespiegel 25 km vrouwen | Medaillespiegel 25 km vrouwen |
| #                             | Land                          | Goud                          | Zilver                        | Brons                         | Totaal                        |
| ----------------------------- | ----------------------------- | ----------------------------- | ----------------------------- | ----------------------------- | ----------------------------- |
| 1                             | Duitsland                     | 5                             | 3                             | 3                             | 11                            |
| 2                             | Italië                        | 5                             | 1                             | 4                             | 10                            |
| 3                             | Hongarije                     | 2                             | 1                             | 1                             | 4                             |
| 4                             | Nederland                     | 1                             | 4                             | 2                             | 7                             |
| 4                             | Rusland                       | 1                             | 4                             | 2                             | 7                             |
| 6                             | Spanje                        | 1                             | 2                             | 0                             | 3                             |
| 7                             | Frankrijk                     | 1                             | 1                             | 2                             | 4                             |
| 8                             | Zwitserland                   | 1                             | 1                             | 0                             | 2                             |
| 9                             | Oekraïne                      | 1                             | 0                             | 0                             | 1                             |
| 10                            | Joegoslavië                   | 0                             | 1                             | 0                             | 1                             |
| 11                            | Tsjechië                      | 0                             | 0                             | 2                             | 2                             |
| 12                            | Bulgarije                     | 0                             | 0                             | 1                             | 1                             |
| 12                            | België                        | 0                             | 0                             | 1                             | 1                             |
| Totaal                        | Totaal                        | 18                            | 18                            | 18                            | 54                            |

## Gemengd

### 5 km landenwedstrijd
| Jaar                    | Plaats    | Goud                                                                              | Zilver                                                               | Brons                                                             |
| ↓ 5 km tijdrace ↓       |           |                                                                                   |                                                                      |                                                                   |
| 2008                    | Dubrovnik | Italië Andrea Volpini Rachele Bruni Luca Ferretti                                 | Rusland Daniil Serebrennikov Evgeny Drattsev Ekaterina Seliverstova  | Duitsland Jan Wolfgarten Britta Kamrau Thomas Lurz                |
| 2010                    | Boedapest | Griekenland Spyridon Giannotis Antonios Fokaidis Kalliopi Araouzou                | Italië Simone Ercoli Simone Ruffini Rachele Bruni                    | Rusland Sergej Bolsjakov Danila Serebrennikov Anna Goeseva        |
| 2011                    | Eilat     | Italië Simone Ercoli Luca Ferretti Rachele Bruni                                  | Duitsland Hendrik Rijkens Rob Muffels Svenja Zihsler                 | Frankrijk Sebastien Fraysse Damien Cattin Vidal Coralie Codevelle |
| 2012                    | Piombino  | Italië Luca Ferretti Simone Ercoli Rachele Bruni                                  | Duitsland Marios Kalafatis Georgios Arniakos Kalliopi Araouzou       | Duitsland Thomas Lurz Andreas Waschburger Angela Maurer           |
| 2014                    | Berlijn   | Nederland Ferry Weertman Marcel Schouten Sharon van Rouwendaal                    | Griekenland Spyridon Giannotis Antonios Fokaidis Kalliopi Araouzou   | Duitsland Rob Muffels Thomas Lurz Isabelle Härle                  |
| 2016                    | Hoorn     | Italië Rachele Bruni Simone Ruffini Federico Vanelli                              | Duitsland Finnia Wunram Rob Muffels Andreas Waschburger              | Hongarije Éva Risztov Márk Papp Dániel Székelyi                   |
| ↓ 4x 1250 m estafette ↓ |           |                                                                                   |                                                                      |                                                                   |
| 2018                    | Glasgow   | Nederland Esmee Vermeulen Sharon van Rouwendaal Pepijn Smits Ferry Weertman       | Duitsland Leonie Beck Sarah Köhler Soeren Meissner Florian Wellbrock | Frankrijk Lara Grangeon David Aubry Lisa Pou Marc-Antoine Olivier |
| 2020                    | Boedapest | Italië Rachele Bruni Giulia Gabbrielleschi Gregorio Paltrinieri Domenico Acerenza | Duitsland Lea Boy Leonie Beck Rob Muffels Florian Wellbrock          | Hongarije Réka Rohács Anna Olasz Dávid Betlehem Kristóf Rasovszky |
| 2022                    |           |                                                                                   |                                                                      |                                                                   |

| Medaillespiegel 5 km landenwedstrijd | Medaillespiegel 5 km landenwedstrijd | Medaillespiegel 5 km landenwedstrijd | Medaillespiegel 5 km landenwedstrijd | Medaillespiegel 5 km landenwedstrijd | Medaillespiegel 5 km landenwedstrijd |
| #                                    | Land                                 | Goud                                 | Zilver                               | Brons                                | Totaal                               |
| ------------------------------------ | ------------------------------------ | ------------------------------------ | ------------------------------------ | ------------------------------------ | ------------------------------------ |
| 1                                    | Italië                               | 5                                    | 1                                    | 0                                    | 6                                    |
| 2                                    | Nederland                            | 2                                    | 0                                    | 0                                    | 2                                    |
| 3                                    | Griekenland                          | 1                                    | 1                                    | 0                                    | 2                                    |
| 4                                    | Duitsland                            | 0                                    | 5                                    | 3                                    | 8                                    |
| 5                                    | Rusland                              | 0                                    | 1                                    | 1                                    | 2                                    |
| 6                                    | Frankrijk                            | 0                                    | 0                                    | 2                                    | 2                                    |
| 6                                    | Hongarije                            | 0                                    | 0                                    | 2                                    | 2                                    |
| Totaal                               | Totaal                               | 8                                    | 8                                    | 8                                    | 24                                   |

## Medaillespiegel
| Plaats | Land                | Goud | Zilver | Brons | Totaal |
| 1      | Italië              | 29   | 19     | 25    | 73     |
| 2      | Duitsland           | 19   | 26     | 19    | 64     |
| 3      | Rusland             | 16   | 15     | 9     | 40     |
| 4      | Nederland           | 13   | 9      | 6     | 28     |
| 5      | Frankrijk           | 7    | 9      | 13    | 29     |
| 6      | Hongarije           | 6    | 5      | 5     | 16     |
| 7      | Joegoslavië         | 3    | 1      | 2     | 6      |
| 8      | Griekenland         | 2    | 3      | 2     | 7      |
| 9      | Verenigd Koninkrijk | 2    | 2      | 1     | 5      |
| 10     | Spanje              | 1    | 5      | 4     | 10     |
| 11     | Zwitserland         | 1    | 2      | 1     | 4      |
| 12     | Tsjechië            | 1    | 1      | 9     | 11     |
| 13     | Bulgarije           | 1    | 1      | 2     | 4      |
| 14     | België              | 1    | 0      | 1     | 2      |
| 14     | Oekraïne            | 1    | 0      | 1     | 2      |
| 16     | Tsjecho-Slowakije   | 0    | 3      | 0     | 3      |
| 17     | Portugal            | 0    | 1      | 0     | 1      |
| 18     | Israël              | 0    | 0      | 1     | 1      |
| Totaal | Totaal              | 103  | 102    | 101   | 306    |

Bijgewerkt t/m EK 2020